# Ağsu (district)
Ağsu is een district in Azerbeidzjan.
Ağsu telt 73.200 inwoners (01-01-2012) op een oppervlakte van 1020 km².

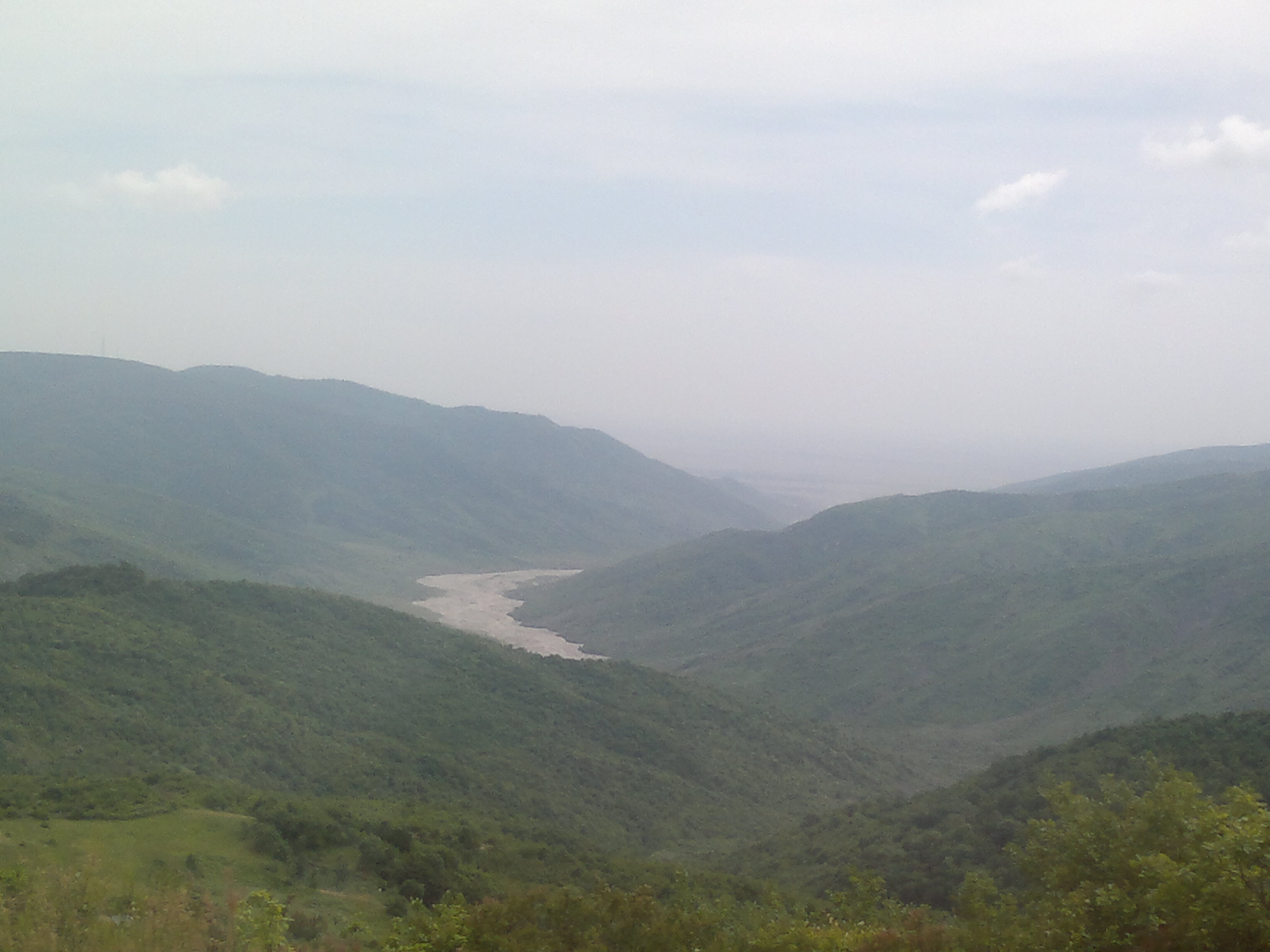
Landschap van Ağsu